# NGC 521
NGC 521 je galaksija u zviježđu Kit.

## Vanjske poveznice
- SEDS: NGC 0521